# Pinneberg
Pinneberg (alemany) o Pinnbarg (baix alemany) és l'antiga capital de la Senyoria de Pinneberg al districte de Pinneberg, al Land de Schleswig-Holstein, Alemanya. És situada a la confluència dels rius Pinnau i Mühlenau al marge dret de l'Elba, a uns 17 km de la capital del districte d'Elmshorn, i a 20 km a l'oest d'Hamburg.

## Història
A l'entorn de l'any 1200 va construir-se el primer castell fortificat a Pinneberg, el primer esment escrit del nom datat del 1351. El compte Adolf VIII de Schauenburg va conquerir la fortificació el 1370. El 1397 la localitat va obtenir un primer jutjat. El 1472 el castell fortificat va ser reemplaçat per a una residència en estil del renaixement, que va sofrir d'hostilitats el 1627 i el 1657 i que el 1720 va ser totalment derrocat. Entre 1765 i 1767 el drost, Hans von Ahlfeldt, el representant administratiu, jurídic i militar del senyor va fer erigir la Drostei, probablement per l'arquitecte Ernst Georg Sonnin, el mateix arquitecte de l'església principal de Sant Miquel a Hamburg. La Drostei és l'exemple principal d'arquitectura barroc civil del districte. Ha estat transformat en centre cultural.

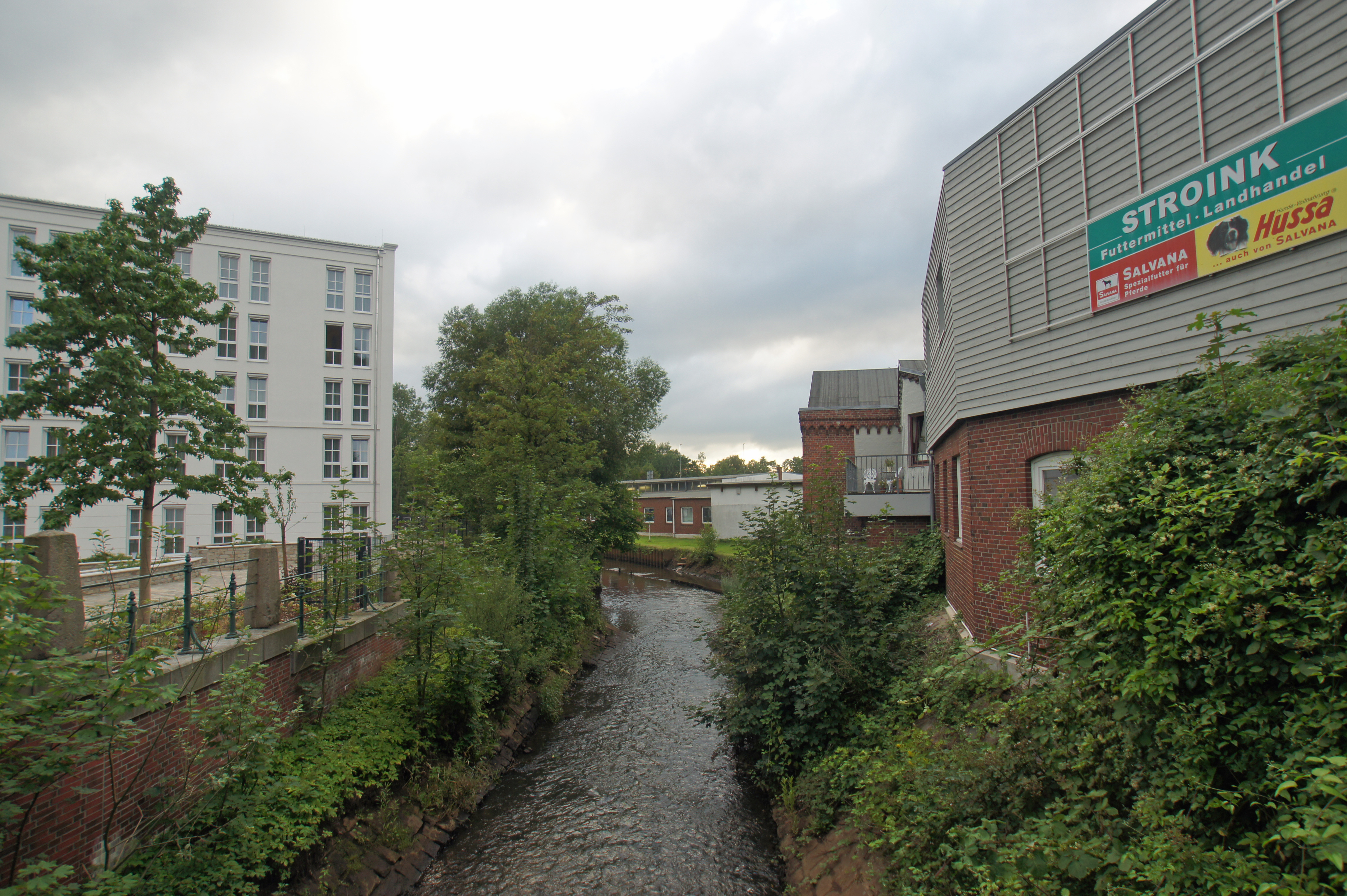
El Mühlenau al centre, prop de la confluència amb el Pinnau

El castell i la seu administrativa van atreure personal de la cort i artesans i el centre va desenvolupar-se. El 1826, quan tenia 3000 habitants, va obtenir el privilegi de ciutat menor (en alemany: Flecken) i el 1875 els drets de ciutat complets. El 1905 el nucli de Pinneberger Dorf i el 1927 el nucli de Thesdorf i Waldenau van fusionar amb la ciutat. Després de la Segona Guerra Mundial la població va doblejar amb l'emigració definitiva de millers d'expulsats de parla alemanya de la Prússia Oriental compartida entre Rússia i Polònia.

## Economia
La ciutat és tradicionalment coneguda per a la seva arboricultura i horticultura (4170 ha), tot i que això, gràcies a la modernització només representa 2% de la població activa. La proximitat de la metropoli d'Hamburg, les bones connexions amb transport pùblic amb ferrocarril i metro S3, l'autopista A23 i el fet que el terra i els lloguers i són molt més baixos augmenten l'atractivitat tant per a habitants que per a empreses. S'hi va establir un mix d'indústries (30%)i d'empreses de serveis (68%). L'antic nucli històric té un centre commercial important els supermercats (alimentaris, construcció, horticultura) usuals a l'entrada.

## Persones il·lustres
- August Landmesser (1910-1944),
- Michael Stich (1968), tennista
- Dietmar Schwalke (1958), violoncel·lista.

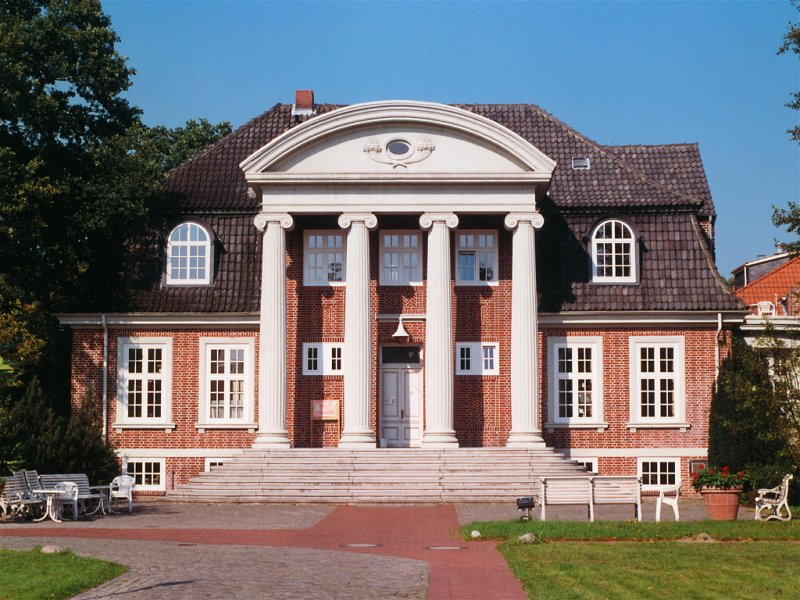
Eichenhof
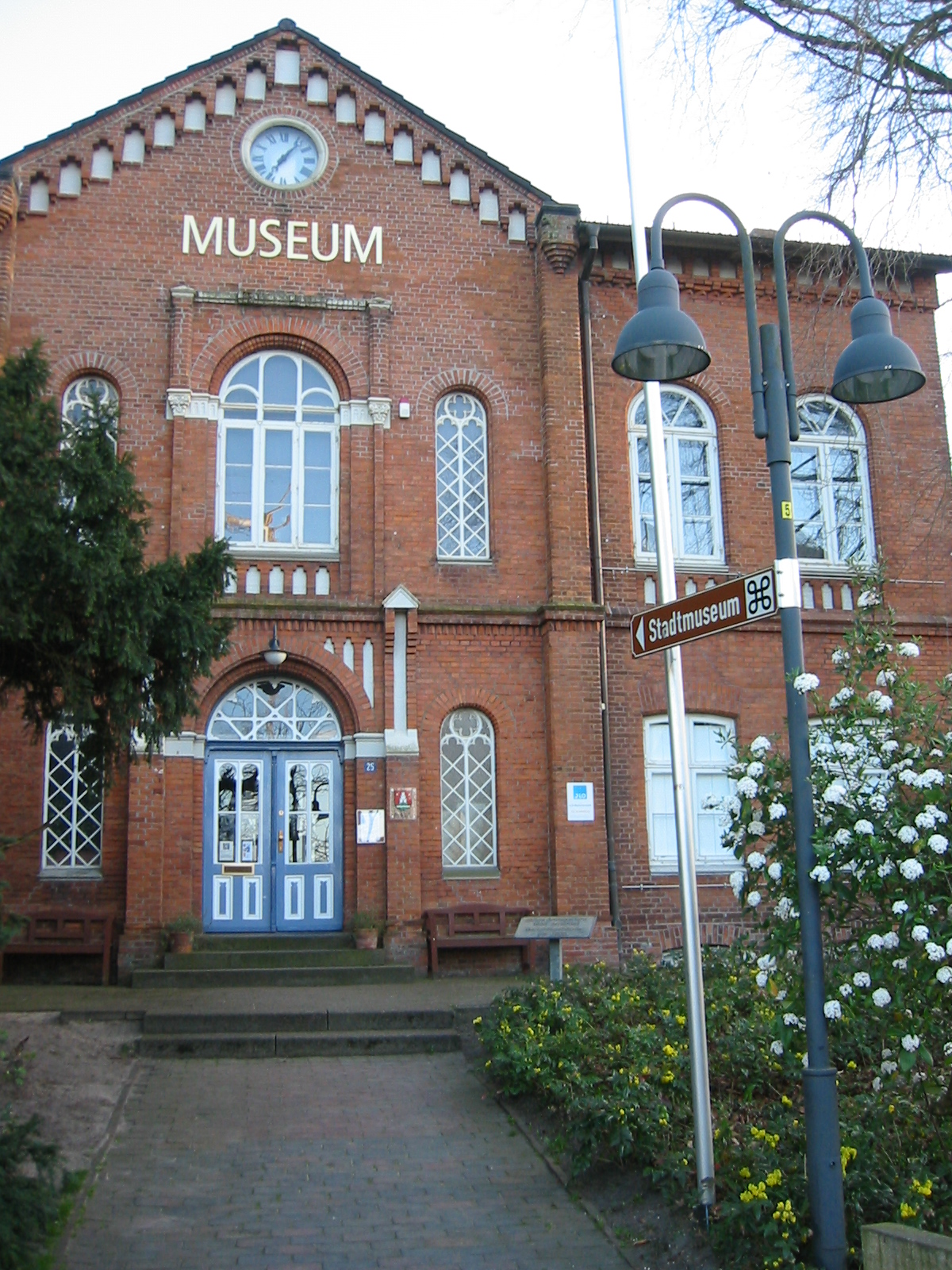
El museu de la ciutat (Stadtmuseum)
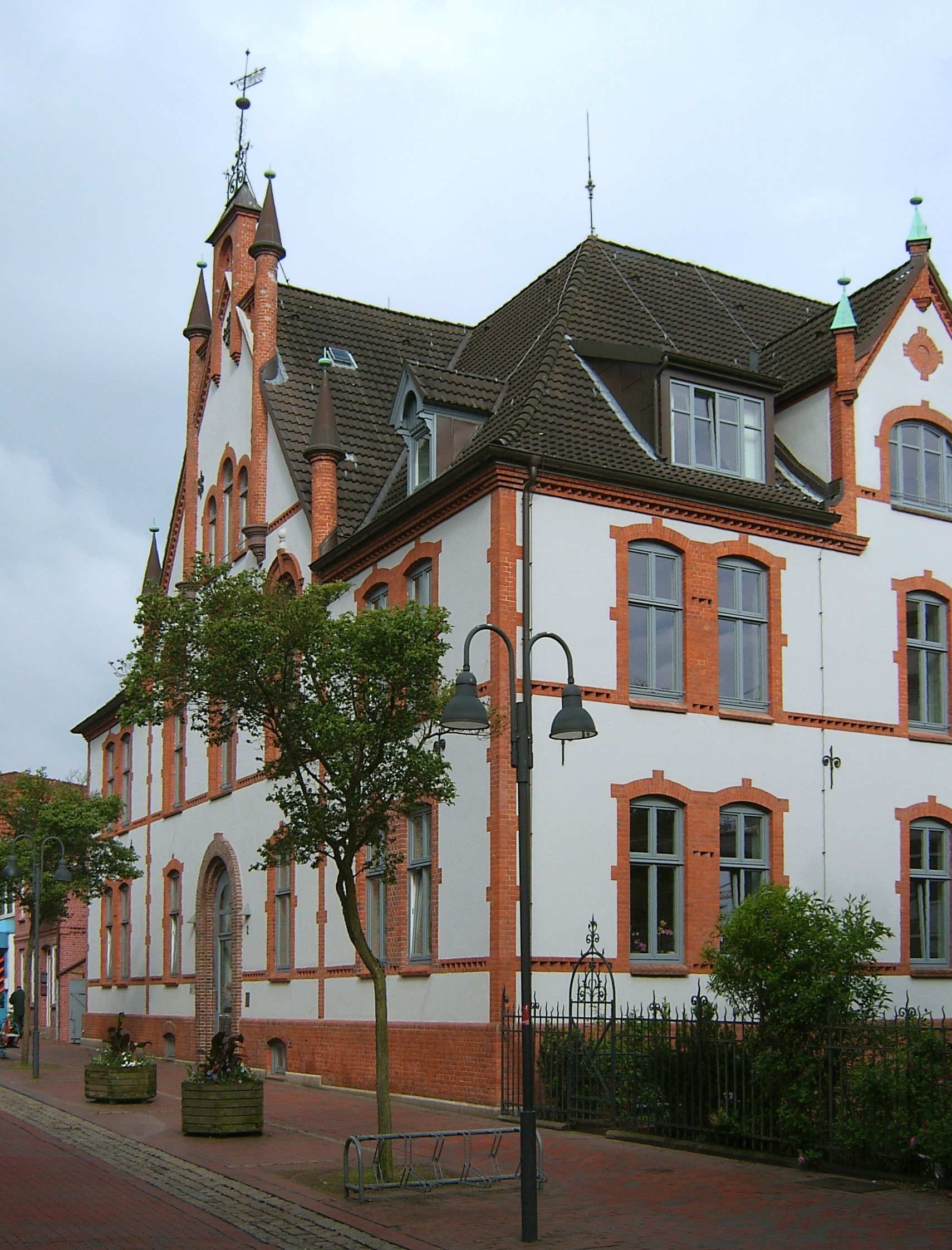
L'antiga seu administrativa del districte, transferit a Elmshorn
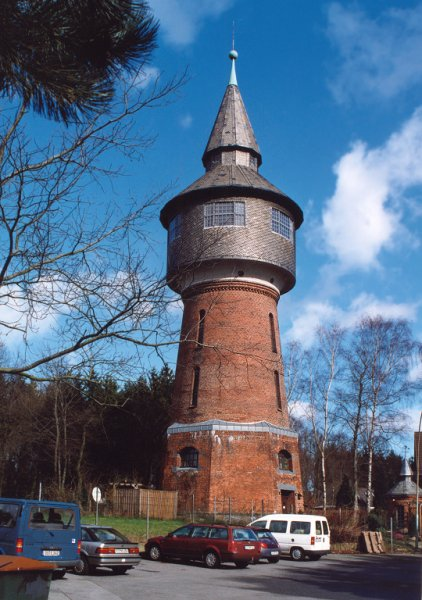
L'antiga Torre d'aigua